# Chaîne pontique
Pour les articles homonymes, voir Pontique.
La chaîne pontique (en géorgien : პონტოს მთები  ; en turc Kuzey Anadolu Dağlari ou Karadeniz Dağlari), aussi appelée Alpes pontiques, est un massif montagneux situé dans le nord de la Turquie (il tire son nom de la région du Pont), et dont l'extrémité orientale atteint le sud-ouest de la Géorgie. La chaîne s'étire approximativement d'ouest en est sur 500 km, surplombant la côte méridionale de la mer Noire. Son sommet le plus élevé est le Kaçkar Dağı (ou mont Cauron jusqu'au XIe siècle) qui s'élève à 3 942 m. La faille nord-anatolienne et la faille anatolienne du nord-est courent le long de la chaîne.

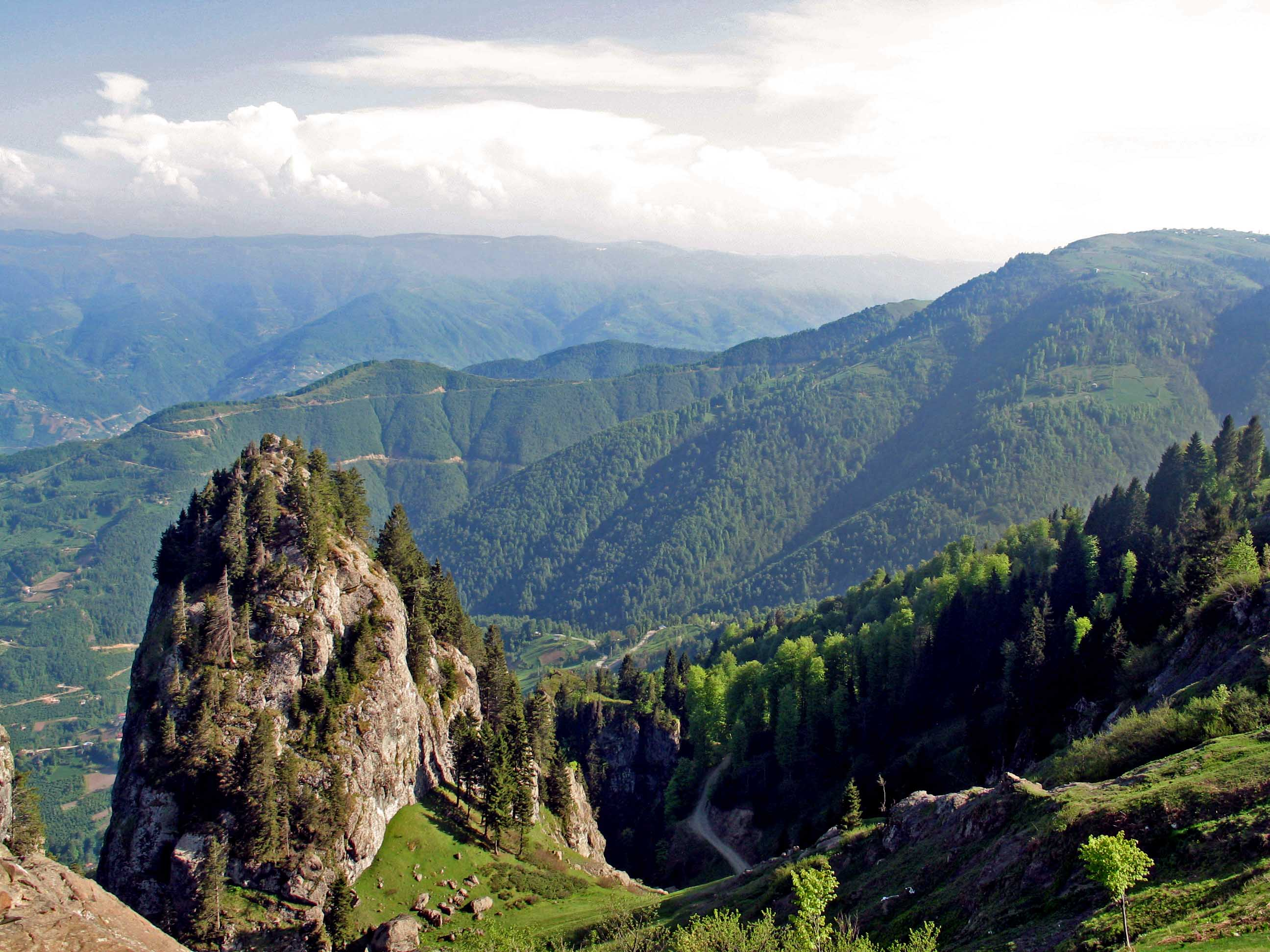
Paysage des Alpes pontiques : la « vallée des tempêtes » avec le « château-clocher », une ancienne chapelle.

Les montagnes sont principalement couvertes de forêts denses, composées majoritairement de conifères et formant une écorégion spécifique. L'étroite plaine côtière entre les sommets de la chaîne et la mer, ainsi que les nombreuses vallées qui l'arrosent, ont été autrefois le cœur du royaume du Pont et de l'empire de Trébizonde ; elle abrite une forêt tempérée humide. Le plateau anatolien, au sud de la chaîne, connaît un climat continental bien plus sec.

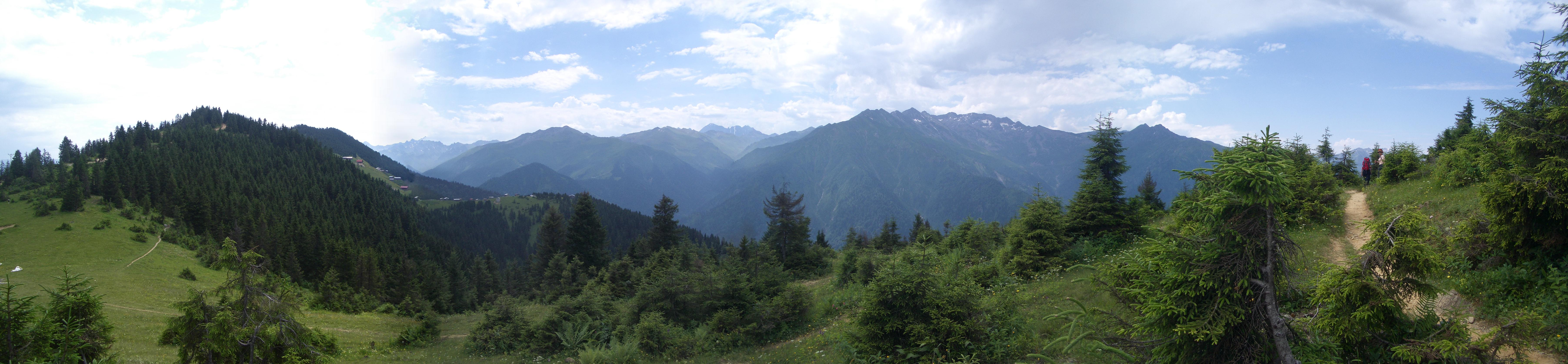
Vue panoramique de la chaîne pontique.